# 貴族院 (奧地利)
奧地利貴族院（德語:Herrenhaus），是指奥地利帝国议会的上议院，由贵族、神职人员和有特別资格的公民的代表所组成的。
它是根据弗兰茨·约瑟夫一世于 12 月 26 日颁布的奥地利帝国宪法制定的。 1861 年 2 月，作为立法机关的第一议院成立，被称为二月制誥，载入奥地利宪法史。它一直存在到第一次世界大战结束，德意志-奧地利共和國临时国民议会于 12 日购买了这座庄园。 1918年11月宣布废除。 根据1920年联邦宪法，今天的奥地利议会再次由两院组成：国民议会是第一院(下議院)，由人民直接选举产生；联邦委员会是第二院(上議院)，由州议会间接选举产生。

## 文獻
1. ↑  .   [2023-09-30]. （原始内容存档于2023-04-05）.